# Xã Johnson, Quận LaGrange, Indiana
Xã Johnson (tiếng Anh: Johnson Township) là một xã thuộc quận LaGrange, tiểu bang Indiana, Hoa Kỳ. Năm 2010, dân số của xã này là 3.392 người.